# Лозуватська сільська рада (Благовіщенський район)
| Лозуватська сільська рада — орган місцевого самоврядування у Благовіщенському районі Кіровоградської області з адміністративним центром у с. Лозувата. Сільській раді підпорядковані населені пункти: - с. Лозувата - с. Дельфінове - с. Змійове |

## Склад ради
Рада складалася з 16 депутатів та голови.

### Керівний склад ради
| ПІБ                              | Основні відомості                                                                       | Дата обрання | Дата звільнення |
| -------------------------------- | --------------------------------------------------------------------------------------- | ------------ | --------------- |
| Подуфалий Олександр Анатолійович | Сільський голова, 1966 року народження, освіта, безпартійний                            | 26.03.2006   | 31.10.2010      |
| Подуфалий Олександр Анатолійович | Сільський голова, 1966 року народження, освіта середня спеціальна, член народної партії | 31.10.2010   |                 |

Примітка: таблиця складена за даними джерела

## Населення
Згідно з переписом УРСР 1989 року чисельність наявного населення села становила 1968 осіб, з яких 808 чоловіків та 1160 жінок.
За переписом населення України 2001 року в селі мешкало 1735 осіб.

### Мова
Розподіл населення за рідною мовою за даними перепису 2001 року:
| Мова       | Відсоток |
| ---------- | -------- |
| українська | 97,93 %  |
| молдовська | 1,27 %   |
| російська  | 0,63 %   |
| білоруська | 0,12 %   |